# 克賴多羅爾茨鄉
47°37′N 22°42′E / 47.617°N 22.700°E
克賴多羅爾茨鄉（羅馬尼亞語：Comuna Craidorolț, Satu Mare），是羅馬尼亞的鄉份，位於該國西北部，由薩圖馬雷縣負責管轄，面積94平方公里，海拔高度123米，2007年人口2,115，人口密度每平方公里23人。